# The Chapel
Pour les articles homonymes, voir Chapel et Chapelle (homonymie).
Pour plus de détails, voir Fiche technique et Distribution.
The Chapel est un film dramatique belge écrit et réalisé par Dominique Deruddere et sorti en 2023.

## Fiche technique
- Titre original : The Chapel
- Réalisation : Dominique Deruddere
- Scénario : Dominique Deruddere
- Photographie : Sander Vandenbroucke
- Montage : Louis Deruddere
- Musique : George Van Dam
- Costumes : Loret Meus
- Production : Bart Van Langendonck
- Pays de production : Belgique
- Langue originale : néerlandais
- Format : couleur
- Genre : dramatique
- Durée :
- Dates de sortie :
  - Belgique : 27 janvier 2023 (Festival du film d'Ostende)
  - Belgique : 8 février 2023

## Distribution
- Taeke Nicolaï : Jennifer Rogiers
- Ruth Becquart : Sara Rogiers
- Kevin Janssens : Tony Rogiers
- Abigail Abraham : Alexandra Spinnler
- Tess Bryant : Jane
- Lydia Indjova : Ivanka Berkov
- Eszter Popp : Doris
- Zachary Shadrin : Fedir Nazarenko
- Philippe Stella : Driver